# فتح الإسكندرية
فتح الإسكندريَّة هي معركة حدثت بين القوات المسلمة تحت قيادة عمرو بن العاص وبين الإمبراطورية البيزنطية في مصر بعد حصار دام من مارس حتى سبتمبر 641 م.

## أوضاع الإسكندريَّة عشيَّة الفُتوح الإسلاميَّة

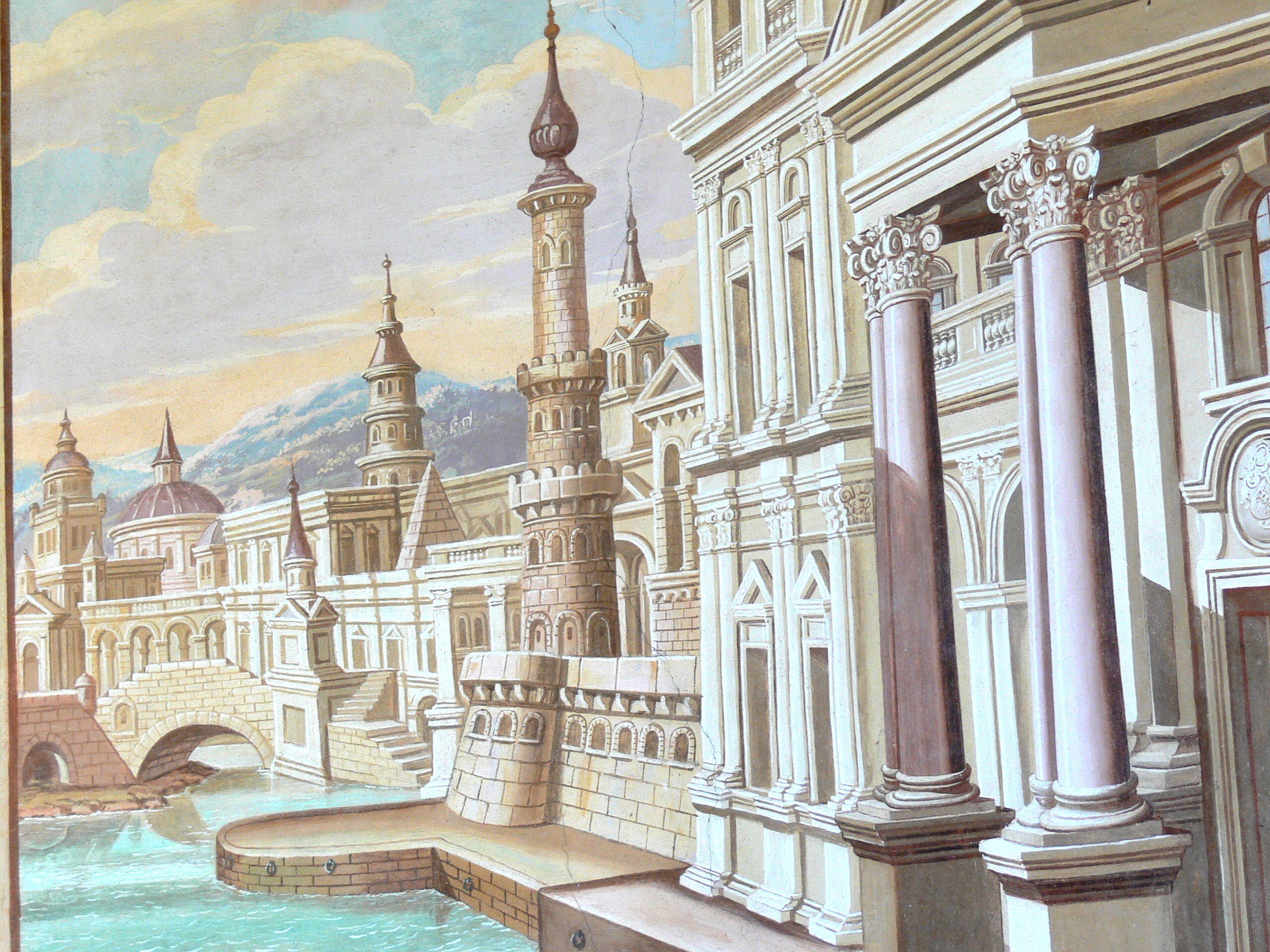
رسم تخيّليّ لِما كانت عليه الإسكندريَّة في العُصور القديمة حتَّى الفتح الإسلامي.

كانت الإسكندريَّة مدينةً منيعة، ذات حُصونٍ عظيمة، وقد عسكر الجُند المُسلمون بالقُرب منها، وكان يصحبُهم رؤساء المصريين الذين كانوا يُقدمون الطعام للجُند المُسلمين، والعلف لِخُيولهم. كما كانوا يدُلّونهم إلى الطُرق والمسالك المُؤدية إلى المدينة. والحقيقة أنَّ أهل المُدن المصريَّة المُجاورة للإسكندريَّة انقسموا إلى فريقين: فريقٌ مع القائد العام الرومي ثُيودور، والآخر يُؤيِّد الجيش الإسلامي. وسادت البلاد حالة أشبه بالحرب الأهليَّة، فكان أتباع كُل فريق ينقض على أتباع الفريق الآخر، وساد الإسكندريَّة جوٌّ من الاضطراب والفتنة، وقد تنازع الرؤساء والحُكَّام والقادة كما انقسم الأهالي والمُهاجرون إلى فريقين مُتاخصمين، ونشب القتال بينهُما، وراحت ضحيَّته أعدادٌ هائلة. ويتَّضح من هذه الرواية التاريخيَّة أنَّ ذلك النزاع قد نتج عن عداءٍ شخصيٍّ وتنافُسٍ سياسيّ إلى جانب الخلافات الدينيَّة سواء أكان ذلك الخلاف بين الملكانيين واليعاقبة، أم بين المسيحيين بِصفةٍ عامَّة وبين اليهود، وإن كان يبدو من الروايات التاريخيَّة السَّابقة أنَّ اليهود كانوا مُسالمين طيلة سنوات الفتح، إذ لم يرد لهم أيُّ ذكرٍ في المصادر التاريخيَّة. أدرك عمرو، فور وُصوله للإسكندريَّة ودراسته للوضع الميداني، أنَّ المدينة حصينة إذ يُحيطُ بها سوران مُحكمان، ولها عدَّة أبراج ويُحيطُ بها خندق يُملأُ من ماء البحر عند الضرورة للدفاع، وتتألَّف أبوابها من ثلاث طبقات من الحديد، ويُوجد مجانيق فوق الأبراج، ومكاحل، وقد بلغ عدد جُنود حاميتها بعد الإمدادات التي أرسلها الإمبراطور البيزنطي خمسين ألف جُندي، ويحميها البحر من الناحية الشماليَّة وهو تحت سيطرة الأُسطول البيزنطي، الذي كان يمُدَّها بالمُؤن والرجال والعتاد، وتحميها قريوط من الجنوب، ومن المُتعذَّر اجتيازها، وتلُفَّها ترعة الثُعبان من الغرب، وبذلك لم يكن للمُسلمين طريقٌ إليها إلَّا من ناحية الشرق، وهو الطريق الذي يصلُها بِكريون. وكان المدينة حصينة من هذه الناحية، ومع ذلك لم ييأس عمرو بن العاص، ووضع خطَّة عسكريَّة ضمنت لهُ النصر في النهاية؛ قضت بِتشديد الحصار على المدينة حتَّى يتضايق المُدافعون عنها ويدبُّ اليأس في نُفوسهم، فيضطرّوا للخُروج للاصطدام بالمُسلمين لِتخفيف وطأة الحِصار، وهكذا يستدرجهم ويحملهم على الخُروج من تحصيناتهم ثُمَّ ينقضُّ عليهم.

خارطة تُظهرُ تقسيم مدينة الإسكندريَّة خِلال العهدين البطلمي والرومي وزمن الفتح الإسلامي.

## بدء الحصار
نقل عمرو مُعسكره إلى مكانٍ بعيدٍ عن مرمى المجانيق، بين الحُلوة وقصر فارس. استمرَّ الوضع على ذلك مُدَّة شهرين لم يخرج البيزنطيّون من تحصيناتهم للقتال، سوى مرَّة واحدة حيثُ خرجت قُوَّةٌ عسكريَّةٌ بيزنطيَّة من ناحية البحيرة واشتبكت مع قُوَّة إسلاميَّة ثُمَّ ارتدَّت إلى الحصن، ولعلَّها كانت بِمثابة قُوَّة استطلاع أو جس نبض. ورأى عمرو أن يقوم بِعملٍ عسكريٍّ يُشغلُ به جُنوده، إذ أنَّ الانتظار قد يُؤثِّر على معنويَّاتهم القتاليَّة، ويدفعُهم إلى الخُمول، فشغلهم بالغارات على الدلتا، وأبقى مُعظم جُنوده على حصار الإسكندريَّة. وقد نجحت الفرق العسكريَّة الإسلاميَّة هذه بالسيطرة على ما تبقّى من قُرى وبلدات بقيَّة الوجه البحري، في الوقت الذي اشتدَّ فيه الصراع بين المصريين والبيزنطيين داخل الإسكندريَّة وبين البيزنطيين أنفُسهم داخل القُسطنطينيَّة حول العرش. ونتيجةً لاشتداد الصراع في القُسطنطينيَّة بين أركان الحُكم، انقطعت الإمدادات البيزنطيَّة عن الإسكندريَّة، إذ لم يعد أحدٌ منهم في الدفاع عنها، ممَّا أثَّر سلبًا على معنويات المُدافعين عنها، فرأوا أنفُسهم معزولين ولا سند لهم. وممَّا زاد من مخاوفهم ضمّ المُسلمين لِقُرى الدلتا والسَّاحل، الأمر الذي يُفيد بِقطع الميرة عنهم. وفي ذلك الوقت كان عُمر بن الخطَّاب في المدينة المُنوَّرة ينتظرُ أنباء مصر، وهو أشدُّ ما يكون استعجالًا لِنبأ سُقوط الإسكندريَّة في أيدي المُسلمين. ولكنَّ هذا النبأ أبطأ عنهُ أشهُرًا، فراح يبحثُ عن السبب وهو لم يُقصِّر عن إمداد عمرو بما يحتاج إليه من المُساندة التي تكفلُ لهُ النصر، وخشي أن تكون خيراتُ مصر قد أغرت المُسلمين، فتخاذلوا، وقال لِأصحابه: «مَا أَبْطَأُوا بِفَتْحِهَا إِلَّا لِمَا أَحْدَثُوا». ثُمَّ كتب إلى عمرو يعظه ويستعجله ويُنبهه على أنَّ النصر لن يكون حليف المُسلمين إلَّا لو أخلصوا النيَّة، وطلب منهُ أن يخطُب في النَّاس ويحُضَّهم على قتال عدُوِّهم ويُرغِّبهم في الصبر والنيَّة، وأن يدعوا المُسلمين الله ويسألوه النصر.

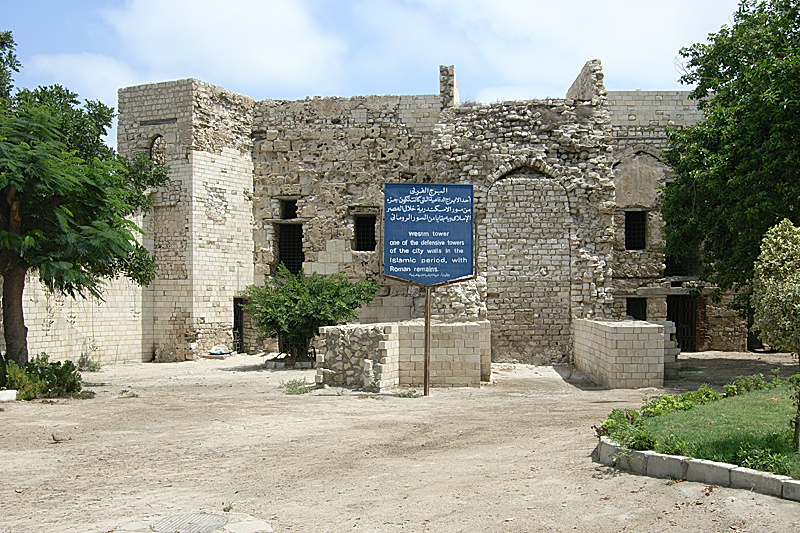
أطلال السُّور الغربي للإسكندريَّة، العائد للحقبتين البيزنطيَّة والإسلاميَّة.

شكَّل كتابُ عُمر عامل دفعٍ للمُسلمين فاقتحموا حُصون الإسكندريَّة ففتحوها بِحدِّ السيف في 28 ذو القعدة 20هـ المُوافق فيه 8 تشرين الثاني (نوڤمبر) 641م بعد حصارٍ دام أربعة أشهُرٍ ونصف. وفرَّ البيزنطيّون منها بكُلِّ اتجاهٍ للنجاة بأنفُسهم، وأذعن سُكَّانها من المصريين، واستبقى عمرو أهلها ولم يقتل ولم يسبِ وجعلهُم ذمَّة كأهل حصن بابليون. وتذكر بعض المصادر التاريخيَّة أنَّ المُقوقس طلب من عمرو بن العاص، في أثناء حصار الإسكندريَّة، الصُلح والمُهادنة لِمُدَّة مُعيَّنة، فرفض عمرو. ثُمَّ تقول هذه المصادر: «إلَّا أنَّ القبط في ذلك يُحبّون المُوادعة»، وقد تدلُّ هذه العبارة على أنَّ المُقوقس والمصريين المُعتصمين بالإسكندريَّة أرادوا الصلح والمُهادنة، في حين أصرَّ الروم على مُواصلة القتال. ويُشيرُ عددٌ من المؤرخين إلى عدم عدم إمكانيَّة تأييد هذه الرواية التي تذهب إلى وُجود المُقوقس بالإسكندريَّة، لأنَّ هُناك رواياتٌ أُخرى تُشير إلى وُجوده في حصن بابليون خِلال هذه الفترة. وتذكرُ بعض الروايات أنَّ الذي ساعد عمرو والمُسلمين على فتح الإسكندريَّة رجلٌ يُسمَّى «ابن بسَّامة»، وكان على أحد أبواب المدينة وقد طلب الأمان من عمرو بن العاص على نفسه وأرضه وأهل بيته، على أن يفتح له باب المدينة، فأجابهُ عمرو إلى ذلك. ودخل عمرو والمُسلمون من جهة القنطرة التي يُقالُ لها قنطرة سُليمان. وتنصُّ مراجع أُخرى أنَّ عمرو ترك فرقة من جُنده لِحراسة المدينة، وأسرع بِقُوَّاته لِتتبع الفارين برًّا. ولكنَّ الروم الذين هربوا عن طريق البحر رأوا أنَّ الفُرصة مُواتية لاستعادة الإسكندريَّة، فعادوا إليها وقتلوا من بها من المُسلمين. وعلم عمرو بذلك، فعاد إلى الإسكندريَّة وقاتل هؤلاء الروم وأجلاهم.

## الدخول إلى الإسكندريَّة
تتباينُ الروايات التاريخيَّة حول كيفيَّة إتمام فتح الإسكندريَّة وجلاء الروم عنها نهائيًّا، فقال البعض أنَّ الفتح كان عنوةً، بينما قال آخرون أنَّهُ كان صُلحًا، لكن ممَّا لا خلاف فيه أنَّ دُخولها في حكم دولة الخِلافة الراشدة كان في أوَّل مُحرَّم 21هـ المُوافق فيه 17 أيلول (سپتمبر) 642م. وتنص أكثر الروايات شُيوعًا، وهي الرواية القبطيَّة، أنَّ الإسكندريَّة فُتحت صُلحًا، إذ فوَّض الإمبراطور قُنسطانز إلى المُقوقس عقد الصُلح مع المُسلمين في الإسكندريَّة ومعهُ القائد ثُيودور في 14 أيلول (سپتمبر) 641م. ثُمَّ قصد بابليون حيثُ اجتمع بِعمرو بن العاص ووقَّع على عقد الصُلح في 8 تشرين الثاني (نوڤمبر) 641م، ويقضي اتفاق الصُلح بِتسليم الإسكندريَّة على أن يبقى المُسلمون مُدَّة أحد عشر شهرًا خارجها حتَّى يُبحرُ عنها البيزنطيّون، وأن لا يعود جيشٌ من الروم إلى مصر أو يسعى لِردِّها، وأن يُقدموا لِعمرو بن العاص مائة وخمسين جُنديًّا وخمسين مدنيًّا بِمثابة رهائن، وأن يكف المُسلمون عن أخذ كنائس المسيحيين ولا يتدخلوا في أُمورهم أي تدخُّل. وبناءً عليه خرج البيزنطيّون من الإسكندريَّة بحرًا في أوَّل مُحرَّم 21هـ المُوافق فيه 17 أيلول (سپتمبر) 642م، ودخلها المُسلمون وأعطوا الأمان لِأهلها، لتنتهي بذلك العمليَّات العسكريَّة، وتخرج مصر نهائيًّا من تحت الراية البيزنطيَّة وتدخل تحت ظل الرَّاية الإسلاميَّة، ويبدأ فصلٌ جديد من التاريخ في الديار المصريَّة.